# Hergé's avonturen van Kuifje
Hergé's avonturen van Kuifje is een tekenfilmserie voor televisie uit 1959 tot 1964, gebaseerd op de stripreeks De avonturen van Kuifje van Hergé. Er werden zeven verhalen verfilmd, elk in dertien afleveringen van telkens vijf minuten. De serie ontstond uit een samenwerking tussen Larry Harmon, Charlie Shows, Hergé en Belvision, met Greg als scenarist voor dit bedrijf.

## Achtergrond
De serie werd tot en met de jaren tachtig regelmatig internationaal uitgezonden en deed veel om de populariteit van Kuifje verder te verspreiden. Slechts een aantal albums werd tot aflevering bewerkt en de afleveringen verschillen aanzienlijk van de originele strips. Zo leren Kuifje en kapitein Haddock elkaar oorspronkelijk kennen in de De krab met de gulden scharen, maar in de televisieversie van dit album blijken ze al op voorhand met elkaar bevriend. Ook professor Zonnebloem, die Kuifje en Haddock pas in het album De schat van Scharlaken Rackham leren kennen, blijkt in alle afleveringen al langer met hen bevriend. Verder gaan Kuifje en kapitein Haddock in De krab met de gulden scharen niet achter opium- maar achter diamantsmokkelaars aan en draait Mannen op de maan om het redden van Bobbie, die gevangen wordt in de (nu witte) testraket. Daarnaast worden Jansen en Janssen ook in alle afleveringen als hoofdfiguren ingeschakeld, ook al zijn ze in het oorspronkelijke album soms marginaal of helemaal niet aanwezig. Ook de personages verschillen van hun papieren versies. Professor Zonnebloem is bijvoorbeeld niet doof in de serie en kapitein Haddock drinkt koffie in plaats van whisky.
Hergé zelf was niet te spreken over de kwaliteit van deze serie, die tegenwoordig vooral historisch interessant is als de eerste tekenfilmverfilming van Kuifje. Sinds 1992 is deze versie in obscuriteit verzand en in de schaduw gezet door Nelvana's bewerking van Kuifje, De avonturen van Kuifje, die veel trouwer aan de geest, tekenstijl en verhalen van de originele albums blijft.

## Films
De albums die verfilmd werden zijn:
- Mannen op de maan (met daarin Raket naar de maan verwerkt)
- De krab met de gulden scharen
- Het geheim van de Eenhoorn
- De schat van Scharlaken Rackham
- De geheimzinnige ster
- De Zwarte Rotsen
- De zaak Zonnebloem

## Uitgezonden door
Op de Nederlandse televisie werd de serie voor het eerst uitgezonden door de AVRO.
- 19 oktober 1977 - 17 mei 1978 als onderdeel van Berebios[1].
- 11 november 1978 - 26 mei 1979 als onderdeel van Kinderbios.
- 8 oktober 1984 - 1 april 1985 als onderdeel van Kinderbios.

De televisieserie werd vervolgens uitgezonden door Veronica.
- 1 oktober 1986 - 27 mei 1987.
- 6 september 1989 - 26 mei 1990.

De afleveringen van De zaak Zonnebloem werden als film digitaal geremasterd (met de stemmen van de laserdisk).

## Stemmen
De stemmen werden ingesproken door:
| Personage            | Stemacteur/actrice |
| -------------------- | ------------------ |
| Kuifje               | Martin Brozius     |
| Kapitein Haddock     | Coen Flink         |
| Professor Zonnebloem | Joop Doderer       |
| Jansen               | Pieter Lutz        |
| Janssen              | Wim Wama           |
| Overige stemmen      | Peter Aryans       |
| Overige stemmen      | Ger Smit           |
| Overige stemmen      | Meta de Vries      |

De televisieserie is op VHS en laserdisk verschenen met een andere nasynchronisatie:
| Personage            | Stemacteur/actrice   |
| -------------------- | -------------------- |
| Kuifje               | Michaël Pas          |
| Kapitein Haddock     | Jules Croiset        |
| Professor Zonnebloem | Dick Scheffer        |
| Jansen               | Frans van Dusschoten |
| Janssen              | Paul van Gorcum      |
| Bianca Castafiore    | Corry van der Linden |
| Overige stemmen      | Arnold Gelderman     |
| Overige stemmen      | Ger Smit             |

## Uitgave
Op in het Nederlands gesproken laserdisk verschenen:
- Het geheim van de Eenhoorn/De schat van Scharlaken Rackham
- De geheimzinnige ster/De Zwarte Rotsen
- Raket naar de maan/ Mannen op de maan

Op in het Nederlands gesproken VHS verscheen:
- De zaak Zonnebloem (1986)

De zaak Zonnebloem verscheen in 2008 digitaal geremasterd op dvd. Het betreft hier echter geen Nederlands, maar Frans en Engels gesproken versie. De Nederlandstalige versie is echter wel te verkrijgen via iTunes.